# 血色沉著病
血色沉著病（英語：Iron overload），又名血色素沉著症、血鐵沉積症或血色病，是指體內鐵的過度累積。最重要的病因有兩個，一個是遺傳性疾病HFE遺傳性血色病，另一個是由重複輸血引起的輸血性血鐵沉積症。